# Privilegium
Privilegium betyder forret eller særret, der ved lov eller administrativ bestemmelse er indrømmet en enkelt person eller klasse af personer, og var i kraft i Danmark under enevælden.
Særrettighed og forrettighed er synonyme med privilegium.
Indtil næringsfrihedens gennemførelse i midten af 1800-tallet blev privilegier givet til forskellige former for næringsvirksomhed, blandt andre:
- købstæder og handelspladser,
- fabriksvirksomhed,
- mølledrift,
- godser og herregårde.
- Kroer – navnlig landevejskroer

Der kan skelnes mellem:
- eneret til at drive en bestemt form for virksomhed inden for et givet område (fx købstædernes læbælter),
- særret til visse former for virksomhed, der ellers var tillagt andre, eller som i almindelighed ikke måtte udøves,
- frihed for visse pligter (fx beskatning).

Efter indførelsen af Junigrundloven har man i Danmark så vidt muligt afskaffet den del af privilegievæsenet, der fremtrådte som vilkårlig begunstigelse og ikke kunne begrundes ud fra almene hensyn. Grundloven af 1849 bestemmer således i sin §97, at "enhver i lovgivningen til adel, titel og rang knyttet forret er afskaffet."